# Flaunt It
Flaunt It es el álbum debut de la banda británica Sigue Sigue Sputnik. El disco incluyó un remix de su sencillo «Love Missile F1-11», así como «21st Century Boy». 
Flaunt It fue único, ya que la banda vendió spots publicitarios entre las canciones. Los anuncios de L'Oréal, la revista iD, la efímera estación de televisión pirata NeTWork 21 y la tienda londinense de ropa Pure Sex se mezclan con publicidades ficticias de la Sputnik Corporation y el Sigue Sigue Sputnik Computer Game. Un anuncio hablado (leído por la voz narrativa de la Sputnik Corporation) para EMI cierra el álbum.
Todas las versiones originales del CD y la versión publicada en Alemania también incluyen un anuncio de la revista Tempo.
El sobre interno y la contratapa también incluyen pequeños anuncios impresos.

## Listado de canciones
| N.º | Título                                      | Escritor(es)                       | Duración |  |
| 1.  | «Love Missile F1-11 (Re-Recording Part II)» | James, Degville, Whitmore          | 3:49     |  |
| 2.  | «Atari Baby»                                | James, Degville, Whitmore, Moroder | 4:57     |  |
| 3.  | «Sex-Bomb-Boogie»                           | James, Degville, Whitmore          | 4:48     |  |
| 4.  | «Rockit Miss U·S·A»                         | James, Degville, Whitmore          | 6:08     |  |
| 5.  | «21st Century Boy»                          | James, Degville, Whitmore          | 5:10     |  |
| 6.  | «Massive Retaliation»                       | James, Degville, Whitmore, Moroder | 5:02     |  |
| 7.  | «Teenage Thunder»                           | James, Degville, Whitmore          | 5:17     |  |
| 8.  | «She's My Man»                              | James, Degville, Whitmore          | 5:37     |  |

## Créditos
- Martin Degville - voz
- Tony James - guitarra sintetizada
- Neal X - guitarra eléctrica
- Ray Mayhew - batería
- Chris Kavanagh - batería
- Miss Yana Ya Ya - efectos especiales
- Giorgio Moroder - productor
- Brian Reeves - ingeniero
- Syd Brak - ilustraciones
- Mike Morton - fotografía
- Joe Shutter - fotografía
- Frank Griffin - fotografía
- Dave Thompson - sobre interno
- Brian Carr - consejos legales

## Cultura pop
«Love Missile F1-11» apareció en la película de 1986 Ferris Bueller's Day Off y en el videojuego Grand Theft Auto: Vice City. Una versión de la canción aparece en South Park, en el episodio Super Fun Time. También aparece en el tráiler de Stretch. El tema original asimismo aparece en el octavo y último capítulo de la primera temporada de la serie de televisión Sex Education
En mayo de 1987, Pop Will Eat Itself lanzó como sencillo una versión de «Love Missile F1-11», antes de incluirla en el álbum Box Frenzy, en 1988. David Bowie también interpretó la canción durante las sesiones de su álbum de 2003, Reality. Fue publicada como lado B del sencillo «New Killer Star».
El robot representado en la portada por Syd Brak fue clasificado como el 17º mejor robot de todos los tiempos en el episodio del 18 de enero de 2017 de The Best Show with Tom Scharpling.